# 27 club

Graffiti in Tel Aviv met verschillende leden van de Club van 27. Van links naar rechts: Brian Jones, Jimi Hendrix, Janis Joplin, Jim Morrison, Jean-Michel Basquiat, Kurt Cobain en Amy Winehouse

De 27 club (of: Forever 27) is de benaming voor een onbepaalde groep van muzikanten en andersoortige beroemdheden die overleden op 27-jarige leeftijd. Er bestaat geen strikte afbakening over wie wel en wie niet bij de 27 club horen.

## Geschiedenis
Het verband werd voor het eerst gelegd toen rond 1970 in korte tijd de 27-jarigen Brian Jones, Jimi Hendrix, Janis Joplin en Jim Morrison overleden. Het idee dat deze personen gezamenlijk een club vormen, ontstond echter pas in 1994, na het overlijden van Kurt Cobain van Nirvana. In de regel zijn de leden van de Club van 27 invloedrijke musici met een levensstijl gekenmerkt door overmatig drugs- en alcoholgebruik. Met terugwerkende kracht wordt bluesgitarist Robert Johnson (1911-1938) ook wel tot de oorspronkelijke 27 club gerekend. Heden ten dage wordt de term 'Club van 27' breder toegepast. Zo werden Jade Goody en Andrès Escobar, een reality ster en voetballer die beiden op 27-jarige leeftijd overleden, al snel aan de club verbonden. Ook de doodsoorzaken van de leden worden niet altijd meer in verband gebracht met een overmatig drugs- en alcoholgebruik. Zo overleed Goody aan baarmoederhalskanker en werd Escobar vermoord.
Toch wordt in de media ook nog aan deze club gerefereerd op het moment dat er een artiest met een losbandige levensstijl op 27-jarige leeftijd overlijdt. Dit gebeurde bijvoorbeeld bij het overlijden van zangeres Amy Winehouse in 2011. Andere musici met een losbandige levensstijl die op 27-jarige leeftijd stierven, zijn onder anderen Alan Wilson (Canned Heat), David Alexander, Mia Zapata, Kristen Pfaff en Richey James Edwards. De laatste verdween in 1995 en werd in 2008 doodverklaard.
Een onderzoek gepubliceerd in de British Medical Journal in december 2011 concludeert dat muzikanten van 27 geen verhoogde kans hebben om te sterven, al geldt dat wel voor twintigers en dertigers.

## Oorspronkelijke '27 club'
| Foto | Naam         | Land | Overl.datum       | Doodsoorzaak                                                           | Bekend van                                         | Bron waar deze persoon in verband wordt gebracht met 27 Club |
| ---- | ------------ | ---- | ----------------- | ---------------------------------------------------------------------- | -------------------------------------------------- | ------------------------------------------------------------ |
|      | Brian Jones  |      | 3 juli 1969       | Verdronken in zwembad                                                  | gitarist en medeoprichter van The Rolling Stones   | [ 9 ] [ 10 ] [ 11 ]                                          |
|      | Jimi Hendrix |      | 18 september 1970 | Gestikt in braaksel na overdosis slaaptabletten in combinatie met wijn | zanger en gitarist van The Jimi Hendrix Experience | [ 9 ] [ 12 ] [ 10 ] [ 11 ]                                   |
|      | Janis Joplin |      | 4 oktober 1970    | Heroïneoverdosis                                                       | zangeres                                           | [ 9 ] [ 12 ] [ 10 ] [ 11 ]                                   |
|      | Jim Morrison |      | 3 juli 1971       | Hartstilstand (exacte doodsoorzaak onbekend)                           | zanger van The Doors                               | [ 9 ] [ 12 ] [ 10 ] [ 11 ]                                   |
|      | Kurt Cobain  |      | 5 april 1994      | Suïcide met hagelgeweer na heroïnegebruik                              | zanger en gitarist van Nirvana                     | [ 9 ] [ 12 ] [ 10 ] [ 11 ]                                   |

## Andere beroemdheden gekoppeld aan de 27 Club
| Foto | Naam                             | Land | Overl.datum      | Doodsoorzaak                                                                                   | Bekend van                                                                                             | Bron waar deze persoon in verband wordt gebracht met 27 Club |
| ---- | -------------------------------- | ---- | ---------------- | ---------------------------------------------------------------------------------------------- | --- | ------------------------------------------------------------ |
|      | David Alexander                  |      | 10 februari 1975 | Longoedeem                                                                                     | Bassist van The Stooges                                                                                | [ 9 ]                                                        |
|      | Jean-Michel Basquiat             |      | 12 augustus 1988 | Heroïneoverdosis                                                                               | Schilder en graffitikunstenaar, grondlegger van de band Gray                                           | [ 10 ]                                                       |
|      | Chris Bell                       |      | 27 december 1978 | Auto-ongeluk                                                                                   | Zanger, gitarist en songwriter en oprichter van de band Big Star                                       | [ 13 ]                                                       |
|      | Jesse Belvin                     |      | 6 februari 1960  | Auto-ongeluk                                                                                   | R&b-zanger, pianist en songwriter                                                                      | [ 14 ]                                                       |
|      | Richey James Edwards             |      | 1 februari 1995  | Verdwenen                                                                                      | Gitarist en songwriter bekend van de band Manic Street Preachers                                       | [ 11 ]                                                       |
|      | Valentín Elizalde                |      | 25 november 2006 | Vermoord waarschijnlijk door drugskartel                                                       | Zanger bekend van verschillende Mexicaanse muziekstijlen                                               | [ 11 ]                                                       |
|      | Pete de Freitas                  |      | 14 juni 1989     | Motorongeluk                                                                                   | Rockdrummer en producent, drummer van Echo & the Bunnymen                                              | [ 15 ]                                                       |
|      | Pete Ham                         |      | 24 april 1975    | Suïcide als gevolg van depressies                                                              | Gitarist en pianist, zanger en songwriter voor de band Badfinger                                       | [ 9 ]                                                        |
|      | Leslie Harvey                    |      | 3 mei 1972       | Geëlektrocuteerd door microfoon tijdens optreden                                               | Gitarist van onder andere de band Stone the Crows                                                      | [ 9 ]                                                        |
|      | Fat Pat (Patrick Lamont Hawkins) |      | 3 februari 1998  | Vermoord door onbekend schutter                                                                | Rapper                                                                                                 | [ 9 ]                                                        |
|      | Robert Johnson                   |      | 16 augustus 1938 | Onbekend maar waarschijnlijk vergiftigd                                                        | Bluesmuzikant, met name van Deltablues                                                                 | [ 11 ]                                                       |
|      | Kim Jong-hyun                    |      | 18 december 2017 | Suïcide als gevolg van depressies                                                              | K-popmuzikant, DJ, songwriter en auteur                                                                | [ 16 ]                                                       |
|      | Jacob Miller                     |      | 23 maart 1980    | Auto-ongeluk                                                                                   | Reggaezanger                                                                                           | [ 9 ]                                                        |
|      | Patrick Nebel                    |      | 15 maart 1986    | Drank en drugs in combinatie met een hartziekte                                                | New wave muzikant en oprichter van de band Nacht und Nebel                                             | [ 17 ]                                                       |
|      | Kristen Pfaff                    |      | 16 juni 1994     | Heroïneoverdosis                                                                               | Basgitariste van Hole                                                                                  | [ 9 ]                                                        |
|      | Stretch                          |      | 30 november 1995 | Vermoord, doodgeschoten in een drive-by                                                        | Rapper, lid van de groep Thug Life                                                                     | [ 9 ]                                                        |
|      | Gary Thain                       |      | 8 december 1975  | Heroïneoverdosis                                                                               | Basgitarist van de band Uriah Heep                                                                     | [ 9 ] [ 11 ]                                                 |
|      | Alan Wilson                      |      | 3 september 1970 | Barbituratenoverdosis                                                                          | Gitarist, zanger en bespeler van mondharmonica, oprichter en songwriter van Canned Heat                | [ 9 ] [ 11 ]                                                 |
|      | Amy Winehouse                    |      | 23 juli 2011     | Alcoholvergiftiging                                                                            | Jazz- en soulzangeres                                                                                  | [ 10 ]                                                       |
|      | Mia Zapata                       |      | 7 juli 1993      | Vermoord en verkracht door een haar verder onbekende man                                       | Punk- en grungezangeres, zangeres van de band The Gits                                                 | [ 10 ]                                                       |
|      | Joseph Merrick                   |      | 11 april 1890    | Gestikt door onjuiste slaappositie, mogelijk suïcide                                           | Bekend geworden als The Elephantman door zijn lichamelijk voorkomen dat ontstond door Proteus-syndroom | [ 9 ]                                                        |
|      | Rupert Brooke                    |      | 23 april 1915    | Bloedvergiftiging door geïnfecteerde muggenbeet                                                | Dichter bekend door gedichten over de Eerste Wereldoorlog                                              | [ 18 ]                                                       |
|      | Dickie Pride                     |      | 26 maart 1969    | Suïcide door overdosis slaappillen                                                             | Popzanger                                                                                              | [ 9 ] [ 11 ]                                                 |
|      | Andrés Escobar                   |      | 2 juli 1994      | Vermoord na uit de hand gelopen ruzie over eigen doelpunt                                      | Voetballer, vooral bekend geworden door eigen doelpunt op Wereldkampioenschap voetbal 1994             | [ 2 ]                                                        |
|      | Louie Spicolli                   |      | 15 februari 1998 | Gestikt in eigen braaksel na overdosis en overmatig drankgebruik                               | Professioneel worstelaar                                                                               | [ 19 ]                                                       |
|      | Jonathan Brandis                 |      | 12 november 2003 | Suïcide door ophanging                                                                         | (Kind)acteur                                                                                           | [ 13 ]                                                       |
|      | Cristian Benítez                 |      | 29 juli 2013     | Hartstilstand als gevolg van een blindedarmontsteking die een buikvliesontsteking veroorzaakte | Voetballer                                                                                             | [ 20 ]                                                       |
|      | Jade Goody                       |      | 22 maart 2009    | Baarmoederhalskanker                                                                           | Deelnemer aan reality tv, met name Big Brother                                                         | [ 3 ]                                                        |
|      | Andrea Absolonová                |      | 9 december 2004  | Hersentumor                                                                                    | Schoonspringster en pornoster                                                                          | [ 21 ]                                                       |
|      | Anton Yelchin                    |      | 29 juni 2016     | Auto-ongeluk, kwam klem te zitten toen zijn auto de oprit afrolde en hem tegen een hek duwde   | Acteur                                                                                                 | [ 10 ]                                                       |